# Gagik Harutjunjan

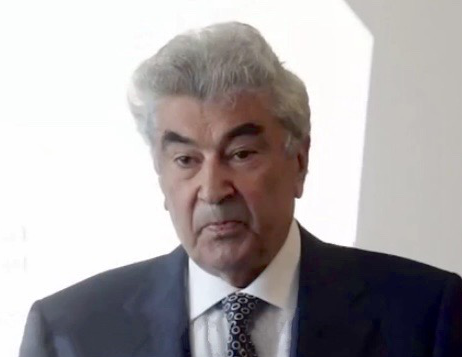
Gagik Harutjunjan

Gagik Harutjunjan (armenisch Գագիկ Հարությունյան; * 23. März 1948 in Geghaschen, Provinz Kotajk) ist ein armenischer Politiker. Er war vom 22. November 1991 bis zum 30. Juli 1992 Premierminister von Armenien. Harutjunjan wurde nach seiner Amtszeit als Premierminister zum Präsidenten des Zentrums für Verfassungsrecht in Armenien gewählt. Im November 1998 wurde er auch Mitglied des Rates der internationalen Vereinigung für Verfassungsrecht.

## Lebenslauf
Harutjunjan beendete sein Studium an der Fakultät für Wirtschaftswissenschaften der Staatlichen Universität Jerewan 1970 mit Auszeichnung. Drei Jahre später war er Dozent an seiner früheren Hochschule und am Institut für Nationalökonomie. Von 1977 bis 1978 leitete er die wissenschaftliche Forschung an der Universität Belgrad (Jugoslawien). Beim Zentralkomitee der Kommunistischen Partei der Armenischen Republik war er 1982–1987 Ökonomie-Dozent, bevor er zum Leiter der sozialökonomischen Abteilung des Zentralkomitees ernannt wurde.
1990 wurde Harutjunjan als Stellvertreter des Obersten Rates der Republik Armenien gewählt, im selben Jahr wurde er zum Vize-Vorsitzenden des Obersten Rates ernannt. Er wurde 1991 Vizepräsident von Armenien und übte von November 1991 bis Juli 1992 die Aufgaben des Premierministers aus. Am 6. Februar 1996 wurde Harutjunjan als Präsident des Verfassungsgerichts der Republik Armenien nominiert. Seit diesem Jahr war er Präsident des Zentrums für Verfassungsrecht von Armenien. Die Internationale Akademie für Information wählte ihn im Dezember 1997 zu ihrem Mitglied. Seit 1997 war er auch der Präsident der ständigen Konferenz der verfassungsrechtlichen Kontrollgremien für den Status der neuen Demokratie und der Präsident des Editorial Board der internationalen Zeitschrift „Verfassungsgerichtsbarkeit“. Harutjunjan war seit 1997 auch Mitglied der Europäischen Kommission (Venedig-Kommission) „Demokratie durch Recht“ des Europarates. Nach dem Dekret des Präsidenten der Republik Armenien am 23. April 1998 wurde Gagik Harutjunjan die Oberste Richterliche Qualifikation als Richter zugesprochen. Seit November 1998 ist er Mitglied der International Association of Constitutional Law.